# Tjusjön (Åsele socken, Lappland)
Tjusjön är en sjö i Dorotea kommun och Åsele kommun i Lappland och ingår i Ångermanälvens huvudavrinningsområde. Sjön har en area på 0,273 kvadratkilometer och ligger 418,9 meter över havet. Sjön avvattnas av vattendraget Kultran.

## Delavrinningsområde
Tjusjön ingår i det delavrinningsområde (710133-155462) som SMHI kallar för Utloppet av Tjusjön. Medelhöjden är 449 meter över havet och ytan är 2,03 kvadratkilometer. Räknas de 5 avrinningsområdena uppströms in blir den ackumulerade arean 13,03 kvadratkilometer. Kultran som avvattnar avrinningsområdet har biflödesordning 2, vilket innebär att vattnet flödar genom totalt 2 vattendrag innan det når havet efter 176 kilometer. Avrinningsområdet består mestadels av skog (80 procent). Avrinningsområdet har 0,28 kvadratkilometer vattenytor vilket ger det en sjöprocent på 13,6 procent.